# Pardosa tyshchenkoi
Pardosa tyshchenkoi är en spindelart som beskrevs av Alexander A. Zyuzin och Yuri M. Marusik 1989. Pardosa tyshchenkoi ingår i släktet Pardosa och familjen vargspindlar. Inga underarter finns listade i Catalogue of Life.